# Iwan Churs (2017)
Iwan Churs (ros. Иван Хурс) – okręt rozpoznawczy projektu 18280 Marynarki Wojennej Rosji. Wszedł do służby w 2018 roku, służy we Flocie Czarnomorskiej. Brał udział w inwazji Rosji na Ukrainę, podczas której był w 2023 roku atakowany przez pojazdy bezzałogowe, a w 2024 roku został uszkodzony w ataku rakietowym.

## Budowa
Okręt jest drugim z okrętów rozpoznawczych projektu 18280 zbudowanych dla Marynarki Wojennej Rosji na początku XXI wieku – pierwszym seryjnym po prototypowym „Jurij Iwanow”. Projekt opracowano w biurze konstrukcyjnym CKB „Ajsberg”. Stanowiły one nowoczesne uzupełnienie starych okrętów tej klasy pochodzących z lat 80. XX wieku (projektu 864 i 1826) lub wcześniejszych (proj. 861). Służą do prowadzenia rozpoznania radioelektronicznego, walki elektronicznej, a także pełnią zadania okrętu łączności i dowodzenia. Budowę prototypu rozpoczęto w Stoczni Północnej (Siewiernaja wierf) w Petersburgu w 2004 roku, lecz z powodów finansowych wodowano go dopiero w 2013 roku.
Stępkę pod budowę drugiego ulepszonego okrętu położono w tej samej stoczni 14 listopada 2013 roku, a wodowano go 16 maja 2017 roku. Otrzymał imię wiceadmirała marynarki ZSRR Iwana Chursa (1922–2002). Przewidywano początkowo, że wejdzie on w skład Floty Północnej. 18 czerwca 2018 roku podpisano akt zakończenia prób państwowych.

## Opis
Wyporność standardowa okrętu wynosi 2500 ton. Według niektórych publikacji, wyporność pełna wynosi ok. 4000 ton. Długość wynosi 95 m, szerokość 16 m, a zanurzenie 4 m. Załogę stanowi 131 osób.
Napęd stanowią dwa silniki wysokoprężne 11D42 30/38 produkcji zakładów Transmaszholding w Kołomnie, z przekładniami redukcyjnymi, tworzące zespoły 5DRA o mocy po 2720 KM (łącznie 5440 KM). Napędzają one dwie śruby o regulowanym skoku. Prędkość maksymalna wynosi 20 węzłów. Zasięg przy prędkości ekonomicznej 16 w wynosi 8000 mil morskich.

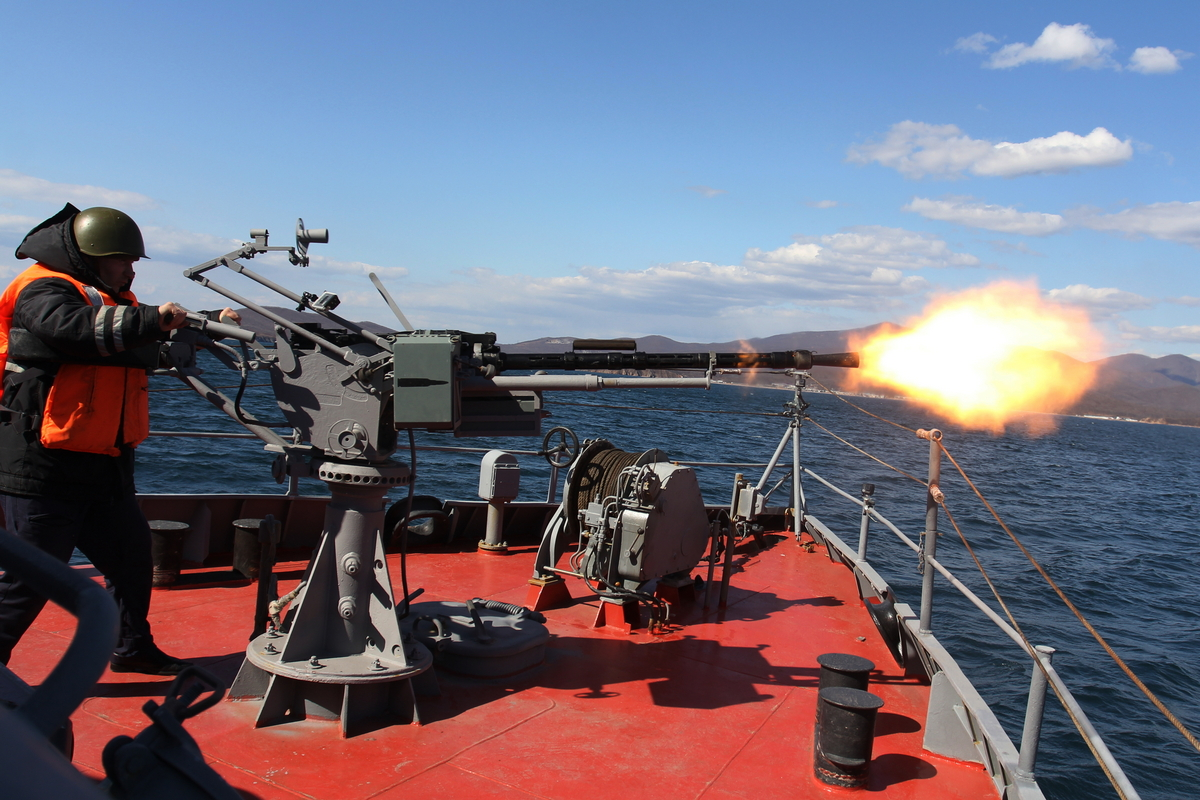
Karabin maszynowy 14,5 mm na podstawie MTPU (zdjęcie poglądowe)

Uzbrojenie jest wyłącznie obronne i stanowią je dwa do czterech karabinów maszynowych KPW kalibru 14,5 mm na prostych podstawach morskich MTPU, służące do walki z celami powietrznymi i nawodnymi. Uzupełniają je przenośne zestawy pocisków przeciwlotniczych bliskiego zasięgu Igła.
Okręt wyposażony jest w zestaw radarów i aparatury rozpoznawczej, której skład nie został ujawniony. Między innymi, wyposażony jest w radar nawigacyjny MR-231-3, system pozycjonowania Mostik-18280 i system wymiany informacji bojowej Podzagołowok-23.

## Służba

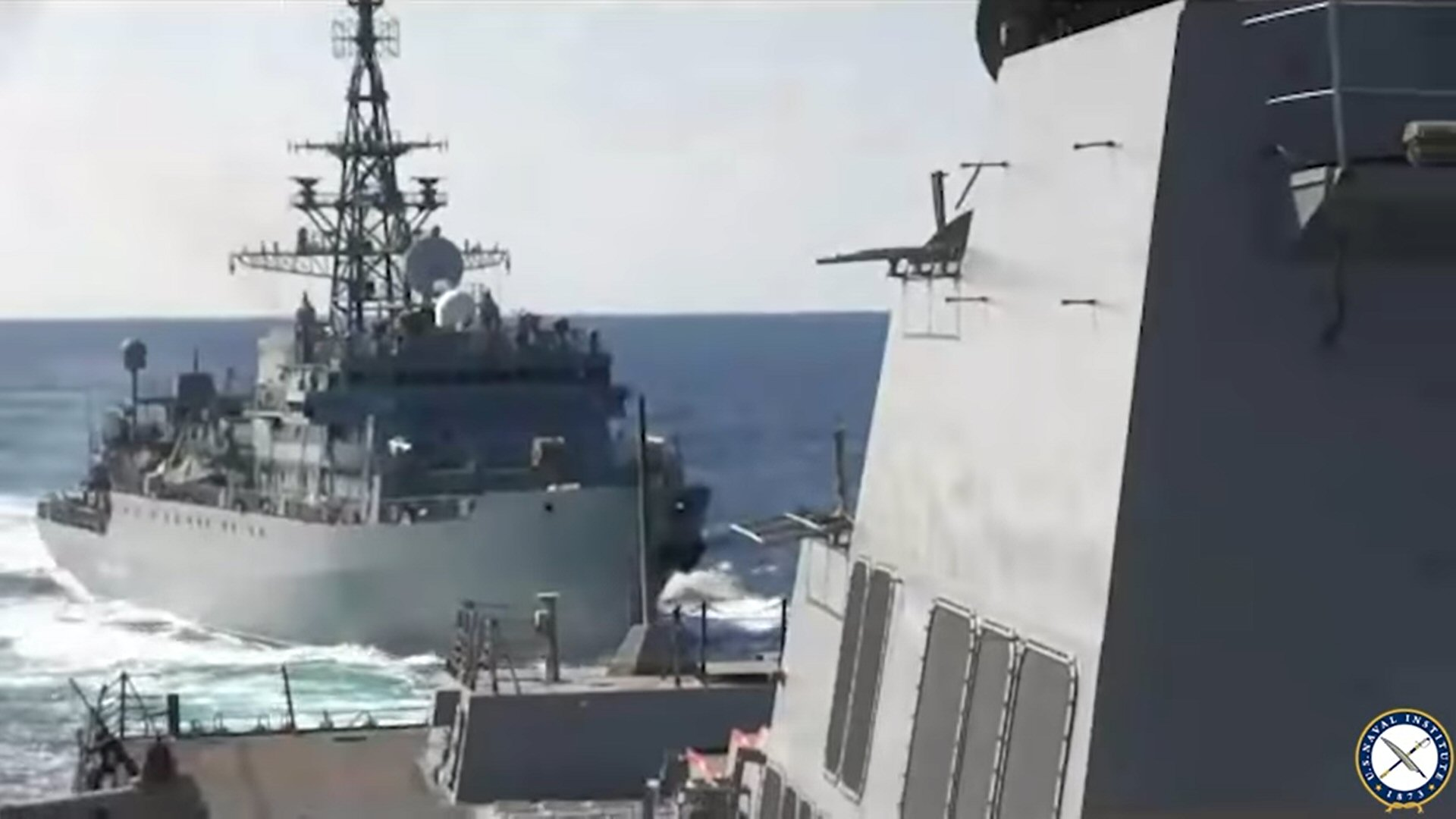
„Iwan Churs” manewruje agresywnie obok niszczyciela USS „Farragut”, 9 stycznia 2020

25 czerwca 2018 roku podniesiono na okręcie w Petersburgu banderę rosyjską. Tego samego dnia został on formalnie wcielony do Floty Czarnomorskiej. W lipcu 2018 roku „Iwan Churs” wziął udział w obchodach Dnia Marynarki Wojennej w Petersburgu, po czym wyruszył na docelowe Morze Czarne. W grudniu 2018 roku dopłynął do bazy Floty Czarnomorskiej w Sewastopolu, gdzie wszedł w skład 519 samodzielnego dywizjonu okrętów rozpoznawczych..
W kwietniu 2019 roku śledził amerykański niszczyciel USS „Ross” przebywający na Morzu Czarnym. 29 listopada 2019 roku opuścił Morze Czarne dla operacji na Oceanie Indyjskim. 9 stycznia 2020 roku, śledząc amerykańską grupę lotniskowca USS „Harry S. Truman”, podejmował agresywne manewry kolizyjne wobec niszczyciela  USS „Farragut” (DDG-99) na Morzu Arabskim. Powrócił następnie na Morze Czarne. Podczas obchodów Dnia Marynarki Wojennej w Sewastopolu 26 lipca 2020 roku brał udział w pierwszej linii parady okrętów Floty.
Podczas inwazji Rosji na Ukrainę, 24 maja 2023 roku o godzinie 5.30 rano „Iwan Churs” został zaatakowany przez ukraińskie bezzałogowe łodzie wybuchowe, według informacji rosyjskich, 140 km na północny wschód od Bosforu. Do ataku użyto po raz pierwszy łodzi typu Magura V5. Według Rosji, okręt patrolował w tym rejonie w celu zabezpieczenia gazociągów Błękitny potok i Turecki potok, aczkolwiek komentatorzy podkreślali, że tłumaczenie to budzi wątpliwości, gdyż nie jest on okrętem nadającym się do tego celu. Rosyjskie Ministerstwo Obrony zakomunikowało, że atak został odparty, a wszystkie trzy łodzie zostały zniszczone uzbrojeniem okrętu. Opublikowano również film ze zniszczenia jednej łodzi. Ujawniono w mediach społecznościowych nagranie z kamery na łodzi bezzałogowej, urywające się bezpośrednio przed domniemanym uderzeniem w lewą burtę okrętu od rufy, z nieznanym skutkiem – a następnie inne nagranie bardzo słabej jakości z widocznym wybuchem. Według nieoficjalnych informacji ukraińskich, okręt został uszkodzony i na jego pokładzie byli ranni. Ze strony rosyjskiej 26 maja opublikowano jednak filmy, mające świadczyć o wejściu nieuszkodzonego lub naprawionego okrętu do portu w Sewastopolu. Według późniejszych ocen, nastąpiła awaria zapalnika uderzeniowego, stąd ładunek bojowy o masie ok. 320 kg nie wybuchł.
Ukraińska marynarka wojenna ogłosiła, że „Iwan Churs” został następnie uszkodzony w rufę pociskiem rakietowym podczas ataku rakietowego na okręty zacumowane w bazie w Sewastopolu wieczorem 23 marca 2024 roku, przy czym uszkodzeniu uległa cześć znajdującej się tam aparatury, co potwierdzono na zdjęciach satelitarnych.